# 釐王 (周)
釐王（きおう、? - 紀元前677年）は、中国の春秋時代の周の王。姓は姫、名は胡斉。

## 生涯
周の荘王の子として生まれた。父王から寵愛を受けられず、異母弟の王子頽（姫頽）と対立していた。紀元前682年、荘王が死去すると、釐王は後を嗣いで周王として即位した。
釐王は文武の制度を変更し、黒と黄の華麗な飾りを作り、宮室を広壮にし、輿や馬を贅沢なものにしたため、孔子に非難されたと伝わる。
紀元前678年、釐王は虢公を派遣して曲沃の武公に策命し、晋侯に封じた。
紀元前677年、釐王は死去し、子の姫閬（恵王）が後を嗣いだ。